# Anomalia dell'Ararat

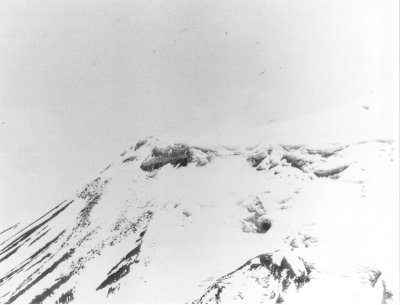
Fotografia dell'anomalia dell'Ararat, scattata dalla Defense Intelligence Agency nel 1949.

L'anomalia dell'Ararat è un oggetto non identificato che appare su alcune fotografie, risalenti alla fine degli anni quaranta, delle distese innevate sulla cima del monte Ararat, in Turchia. Alcuni studiosi biblici hanno avanzato l'ipotesi che possa trattarsi dei resti dell'arca di Noè che, secondo il racconto della Bibbia, si sarebbe arenata su questo monte.
Il monte, la cui cima non è facilmente accessibile, si trova al confine tra la Turchia e l'Armenia, allora parte dell'Unione Sovietica. Era quindi una zona militarmente rilevante. Sono state condotte numerose osservazioni dallo spazio che non hanno tuttavia chiarito l'origine dell'anomalia. La prima ed unica spedizione di ricerca in situ è stata organizzata nel 2004, ma le autorità turche le hanno impedito di raggiungere la cima.

## Storia
L'anomalia è situata all'estremità nord-ovest dell'altopiano occidentale del monte Ararat, a 4.724 metri di altitudine, a circa 2,2 chilometri in linea d'aria dalla cima (5.137 metri). L'oggetto sembra essere situato sul bordo di una brusca pendenza. L'anomalia venne localizzata per la prima volta nel corso di una missione aerea dell'US Air Force, il 17 giugno 1949; il monte Ararat si situava infatti sulla frontiera tra Turchia e Unione Sovietica, ed aveva dunque un importante interesse strategico durante la guerra fredda. L'oggetto venne subito analizzato perché "troppo lineare per essere naturale e apparentemente sotto il ghiaccio" e presto si ipotizzò che si trattasse dell'arca di Noè. I servizi segreti statunitensi ipotizzarono anche la presenza di una base segreta sovietica nel punto in cui si era fotografata l'anomalia.
La pellicola fotografica venne classificata come segreta, benché con un livello di riservatezza poco elevato, ed altre fotografie sono state scattate nel corso degli anni da aerei e da satelliti. Sei foto del 1949 furono declassificate nel 1995 ai sensi del Freedom of Information Act e trasmesse a Porcher Taylor, professore della University of Richmond, presso il Center for Strategic and International Studies di Washington, un'istituzione specializzata nello studio delle informazioni ottenute via satellite. Taylor divenne uno dei più grandi sostenitori del ritrovamento dell'arca.
L'area del Monte Ararat è stata inoltre ispezionata per ulteriori ricerche dallo SPOT nel settembre 1989, dal Landsat nel 1974 e dallo Space Shuttle nel 1994, oltre che dal KH-9 nel 1973 e dal KH-11 nel 1976 e nel 1990-1992. A causa delle pessime condizioni meteorologiche e delle limitazioni tecnologiche, queste non furono in grado di risolvere il mistero; alcuni studi hanno però confermato la presenza di legno sotto il ghiaccio e di una struttura piana. Nel 2000 venne organizzato un progetto di ricerca, in collaborazione tra Insight Magazine e Space Imaging (ora GeoEye), utilizzando IKONOS; il satellite registrò l'anomalia il 5 agosto e 13 settembre 2000, ricostruendo inoltre un video computerizzato delle immagini.
Nel 2004 Daniel McGivern annunciò che intendeva finanziare una spedizione da 900.000 dollari sulla cima del monte Ararat per il mese di luglio dello stesso anno, con lo scopo di stabilire la verità sull'anomalia dell'Ararat. Dopo vari preparativi, tra cui l'acquisto di immagini satellitari appositamente realizzate, le autorità turche tuttavia non gli concessero l'accesso alla cima, poiché quest'ultima è situata in una zona militare. La spedizione fu in seguito accusata dalla National Geographic Society di essere soltanto un colpo mediatico abilmente montato, dato che il suo capospedizione, il professore turco Ahmet Ali Arslan, era già stato accusato di avere falsificato fotografie della presunta arca.
La DIA, che ha esaminato le immagini satellitari di McGivern, ha d'altra parte ritenuto che l'anomalia fosse costituita da "strati lineari di ghiaccio coperti dalla neve accumulata di recente".
Un nuovo annuncio di un presunto ritrovamento è stato dato il 27 aprile 2010 da una spedizione congiunta turca e di Hong Kong, a cui hanno partecipato membri della "Noah's Ark Ministries International". La spedizione ha annunciato di avere scoperto sull'Ararat un'insolita caverna con pareti in legno a un'altitudine alla quale si ritiene non siano mai esistiti insediamenti umani, e di aver datato il legno (attraverso il test del carbonio 14), a 4.800 anni fa. Il portavoce del gruppo, Yeung Wing-Cheung, ha dichiarato alla stampa che non è certo al 100% che si tratti dell'Arca, ma al 99,9% pensiamo di sì. Uno dei membri della spedizione McGivern si è in seguito dissociato dal proprio gruppo sostenendo che alcuni pezzi di legno ritrovati sull'Ararat fossero probabilmente stati portati lì appositamente da alcuni manovali curdi che erano a conoscenza della spedizione.